# 过氧盐酸
过氧盐酸，是过氧化氢和盐酸所组成的混合物，但其组成除了水、过氧化氢、氯化氢以外还包含一部分盐酸与过氧化氢反应的产物（如次氯酸、氯气和氯酸等）。常温常压下为具有刺激性的强腐蚀性无色液体，较浓溶液可能会因为释放出氯气显浅黄色，可以剧烈地腐蚀铜，铁等金属单质，较浓的溶液甚至能缓慢地和金反应，同时放出气体，常用于代替王水腐蚀金属，如进行电路板蚀刻等。

## 拓展阅读
- Ho, Tse-Lok; Fieser, Mary; Fieser, Louis, , Hoboken, NJ, USA: John Wiley & Sons, Inc., 2006-12-15, doi:10.1002/9780471264194.fos05656